# Lou Moore
Pour les articles homonymes, voir Moore.
Lou Moore, né le 12 septembre 1904 à Hinton (Oklahoma), ville où il vécut, et décédé le 25 mars 1956 à Atlanta (Géorgie), était un pilote automobile américain, devenu un directeur d'écurie renommé durant les années 1940 aux 500 miles d'Indianapolis.

## Biographie
Il débuta la compétition en 1923 par des courses de dirt track (sur Terre) en Californie. En 1926 il remporta de la sorte 18 épreuves pour 23 départs. 
Il participa au Grand Prix automobile de Tripoli en 1934, terminant 7e après être parti 10e, sur Miller 3L..
Lui même fut propriétaire de sa propre équipe durant ses ultimes saisons 1935 et 1936 comme pilote, ayant alors pour sponsors Foreman Axle puis Burd Piston Ring. Dans la foulée il resta à la tête de son équipe jusqu'en 1941, puis le redevint de 1947 à 1951. Burd Piston Ring puis Noc-Out Hose Clamp furent alors ses partenaires, et après guerre le principal devint Blue Crown Spark Plug durant ses cinq années d'existence restantes.

## Classements (pilote)
- Vice-champion American Championship car racing AAA en 1933 (équipe Foreman Axle);
  - 3e du championnat en 1928;

## Victoires en championnat AAA (pilote)
(25 courses classantes pour 29 départs de 1928 à 1936, 2 victoires et 3 poles)
- 1931: Altoona race 1 et Syracuse (sur Miller);

## Résultats à l'Indy 500 (pilote)
- 500 miles d'Indianapolis 1932: pole position, sur Miller;
- 2e en 1928;
- 3e en 1933 et 1934 (3 podiums);
- 9 participations consécutives, de 1928 à 1936;

## Résultats à l'Indy 500 (écurie)
(son équipe fut la première triple, puis quadruple, et enfin quintuple, vainqueur de l'Indy 500; il fallut attendre 36 ans pour qu'elle soit rejointe, puis dépassée, par Penske Racing au nombre de victoires. Elle fut la première de deux à obtenir un triplé consécutivement  (de 1947 à 1949), la seconde étant encore Penske (de 2001 à 2003). Elle participa à toutes les épreuves organisées entre 1935 et 1951.)
- 500 miles d'Indianapolis 1938: victoire de Floyd Roberts, sur Wetteroth-Miller;
- 500 miles d'Indianapolis 1941: victoire de Mauri Rose et Floyd Davis, sur Wetteroth-Offenhauser;
- 500 miles d'Indianapolis 1947: victoire de Mauri Rose, sur Deidt-Offenhauser (deux pilotes aux deux premières places);
- 500 miles d'Indianapolis 1948: victoire de Mauri Rose, sur Deidt-Offenhauser (deux pilotes aux deux premières places);
- 500 miles d'Indianapolis 1949: victoire de Bill Holland, sur Deidt-Offenhauser (et un pilote troisième);
- Autres podiums (pour un total de 9):
  - 1940: 3e Mauri Rose;
  - 1947: 2e Bill Holland;
  - 1948: 2e Bill Holland;
  - 1949: 3e George Connor;
  - 1950: 2e Bill Holland.

(nb: Floyd Roberts devint également champion des États-Unis racing cars AAA en 1938 avec l'équipe; autres pilotes de l'écurie: Fred Frame en 1936, Frank Wearne (en) en 1939, Cliff Bergere en 1940, puis Lee Wallard et Tony Bettenhausen en 1950. 10 pilotes évoluèrent ainsi sous ses directives)

## Des voitures gagnantes à l'Indy 500

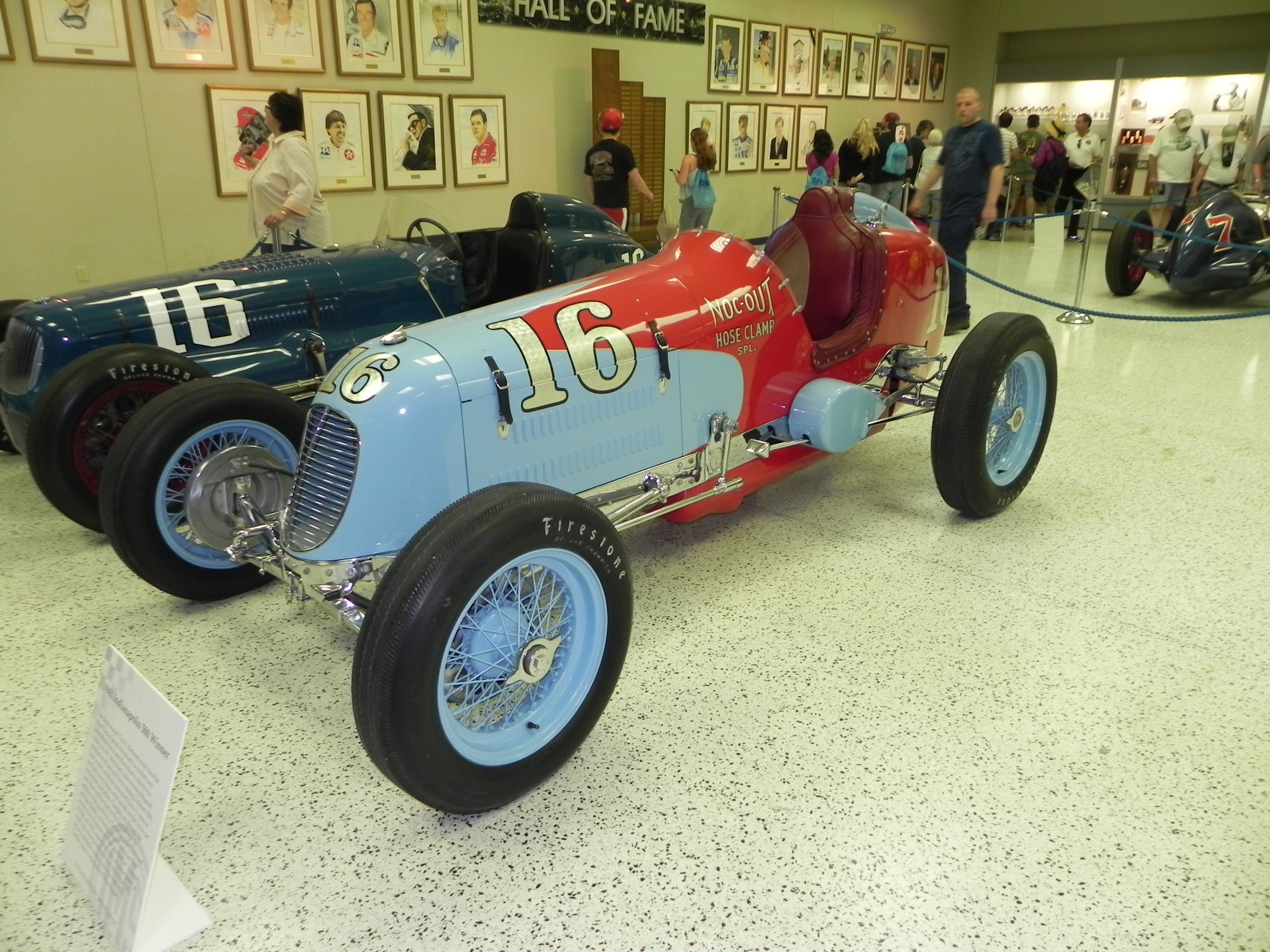
La Wetteroth-Offenhauser de Rose et Davis, victorieux à l'Indy 500 de 1941 (IMS Hall of Fame Museum);
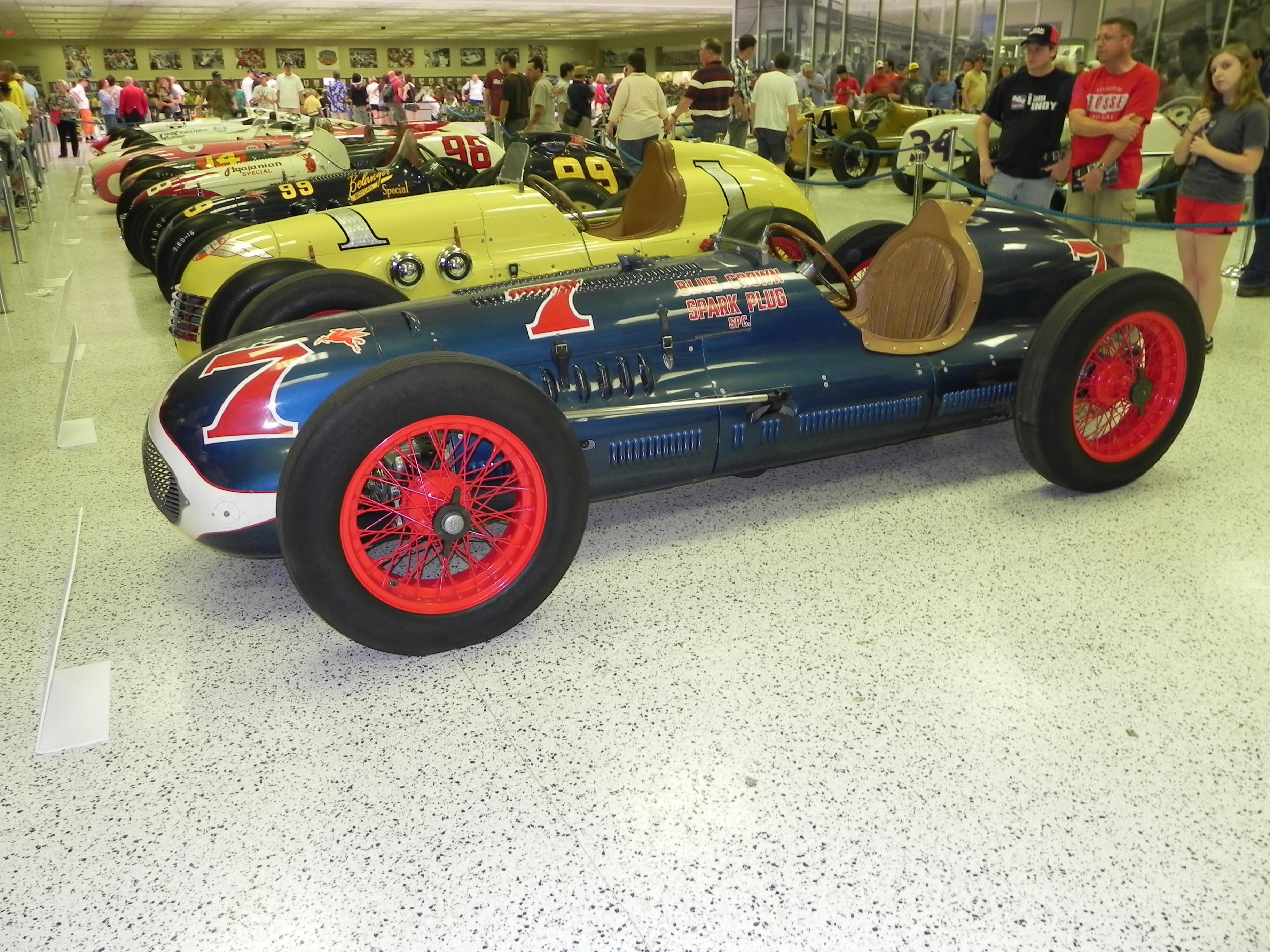
La Deidt-Offenhauser du team de Holland, victorieux à l'Indy de 1949 (IMS Hall of Fame Museum).